# Terrorisme en 1946

## Événements

### Janvier
- Égypte, 6 janvier 1946 : Amin Osman Pasha, ancien ministre des Affaires étrangères et membre de l'opposition est tué dans le centre-ville du Caire par Hussein Tewfik, fils de l'ancien sous-secrétaire aux communications.[réf. nécessaire]

### Avril
- France, 20 avril 1946 : une bombe au plastic explose au 24 rue Rodier à Paris détruisant un bar.[réf. nécessaire]

### Mai
- France, 25 mai 1946  : Alexis de Villeneuve est assassiné à coups de revolver lors d'un meeting politique à Saint-Denis  par Paul Vergès[1].

### Juin
- Italie, 7 juin 1946 : une bombe explose à Pise, tuant une personne et en blessant 18 autres.[réf. nécessaire]
- Hongrie, 21 juin 1946 : un officier russe est tué et plusieurs autres sont blessés par des coups de feu tiré depuis le troisième étage d'une maison au centre de Budapest par un homme de 18 ans qui s'est ensuite suicidé.[réf. nécessaire]

### Juillet
- Italie, 12 juillet 1946 : plusieurs mines explosent sur la ligne Gorizia-Trieste près d'Ucinico faisant plusieurs morts et une trentaine de blessé.[réf. nécessaire]
- Égypte, 19 juillet 1946 : 45 soldats britanniques et deux garçons de salle égyptiens ont été blessés par quatre grenades lancées dans le club des sous-officiers britanniques d'Alexandrie depuis une voiture.[réf. nécessaire]
- 22 juillet, Palestine : 91 morts et 46 blessés dans un attentat perpétré à l'hôtel King David, à Jérusalem, par l'Irgoun[2].

### Août
- Roumanie, 16 août 1946 : Nicolas Pannesco, secrétaire général du parti paysan national est grièvement blessé après avoir été frappé à coups de barre de fer et son secrétaire est tué par des assaillants inconnus, au nord de Bucarest.[réf. nécessaire]

### Septembre
- Bolivie, 28 septembre 1946 : un ex-lieutenant de l'armée bolivienne (Luis Bustamente) tente d'assassiner le président Tomás Monje Gutiérrez à La Paz mais est tué par la foule avant d'avoir pu agir.[réf. nécessaire]

### Novembre
- Palestine, 1er novembre 1946 : un policier britannique est tué par l'explosion de trois bombes à la Gare de Jérusalem, explosion qui endommagent la battisse. 2 personnes sont par la suite blessées par les tirs de la police britannique.[réf. nécessaire]